# 略克區
16°19′26″S 70°44′19″W / 16.3240°S 70.7386°W
略克區（西班牙語：Distrito de Lloque），是秘魯的一個區，位於該國南部莫克瓜大區的桑切斯將軍山省，始建於1956年2月2日，面積254.5平方公里，海拔高度3,256米，2005年人口1,206，人口密度每平方公里4.7人。